# Гостьково
Гостько́во (рос. Гостьково) — село у складі Алапаєвського міського округу (Верхня Синячиха) Свердловської області.
Населення — 98 осіб (2010, 116 у 2002).
Національний склад населення станом на 2002 рік: росіяни — 84 %.